# Кара-Джыгач (Сузакский район)
Кара-Джыгач (кирг. Кара-Жыгач) — село в Сузакском районе Джалал-Абадской области Кыргызстана. Входит в состав Сайпидин-Атабековского айылного аймака.

## География
Село расположено в юго-восточной части области, на расстоянии приблизительно 11 километров (по прямой) к востоку от села Сузак, административного центра района. Абсолютная высота — 807 метров над уровнем моря.

## Население
Согласно оценочным данным Национального статистического комитета Кыргызской Республики, численность населения села на начало 2023 года составляла 966 человек.
| год     | 2009 | 2014 | 2015 | 2020 | 2021 | 2023 |
| ------- | ---- | ---- | ---- | ---- | ---- | ---- |
| человек | 762  | 845  | 878  | 909  | 927  | 966  |